# Castoréum
Le castoréum est une sécrétion huileuse et odorante produite par des glandes spécifiques par les deux espèces existantes du genre castor : Castor fiber en Eurasie et Castor canadensis en Amérique du Nord.
Ces glandes s'ouvrent dans le cloaque de l'animal, près du sexe et de l'anus (où une autre glande exocrine odorante existe aussi).

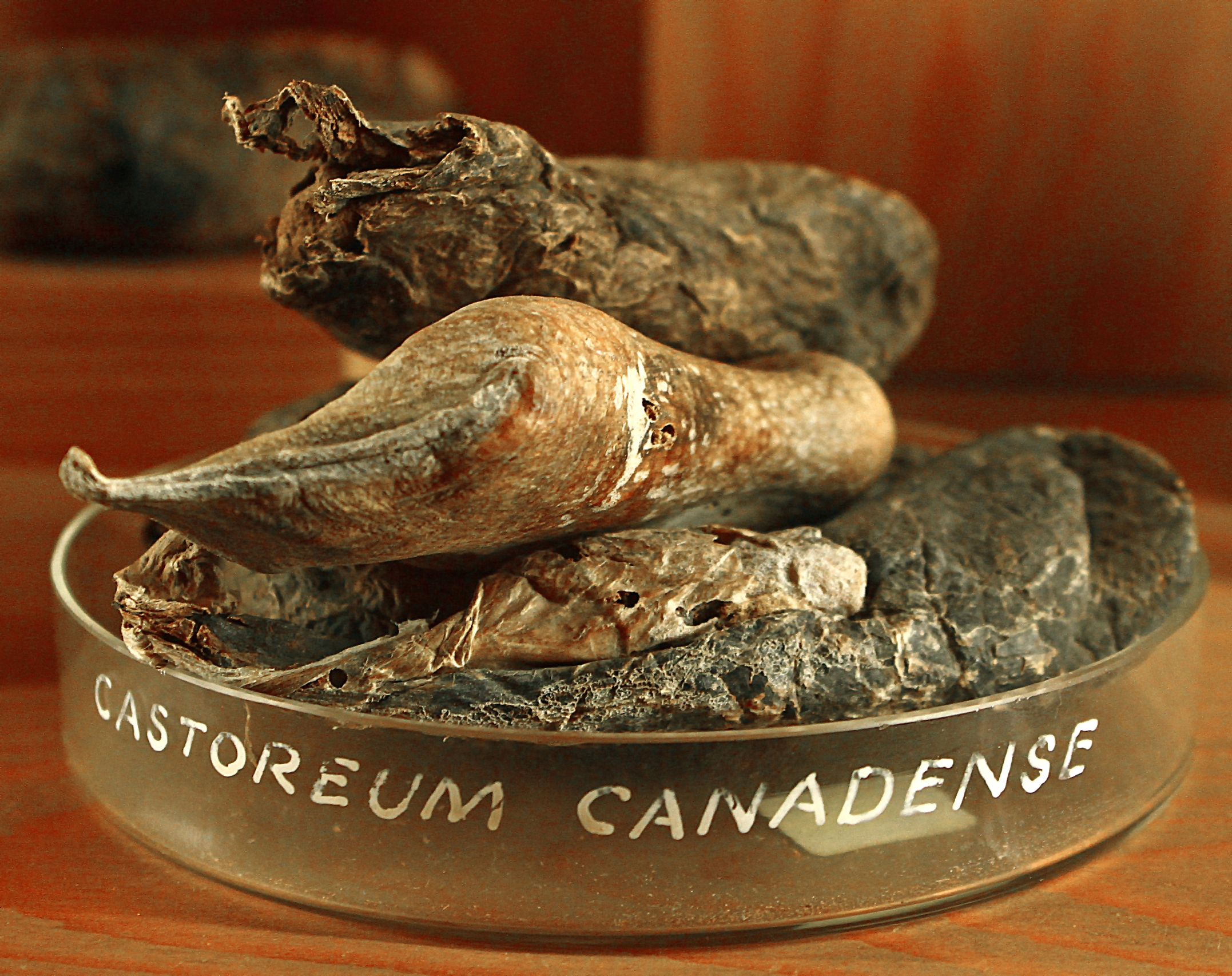
Glande séchée pour le castoréum, ici à partir de C. canadensis.

Une trentaine de composés étaient identifiés en 1990 dans le castoréum qui joue un rôle majeur en matière d'écologie chimique de l'espèce et de ses prédateurs.

## Fonctions biologiques chez le castor

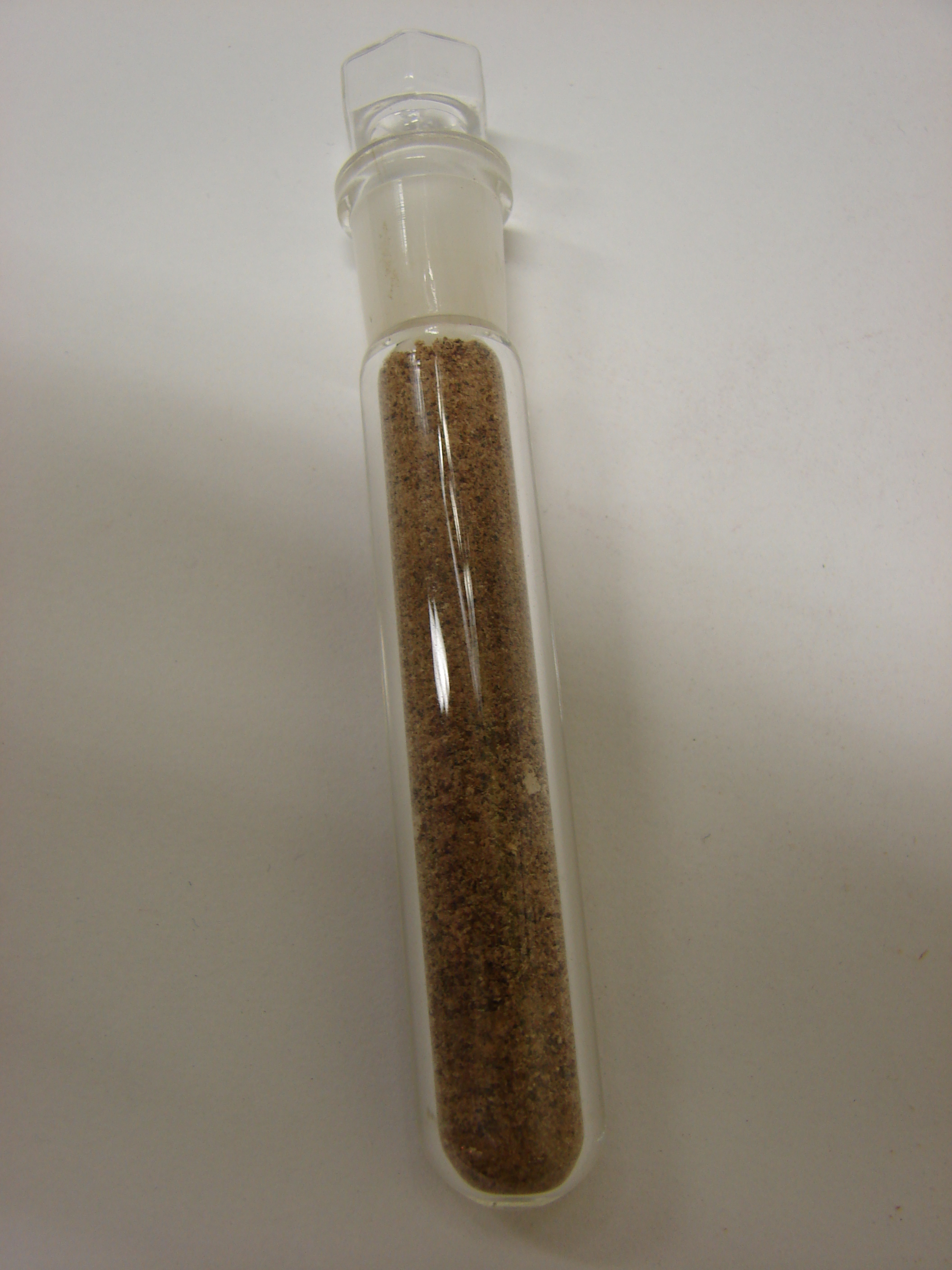
Éprouvette de castoréum préparé

Un certain mystère, alimenté par des légendes anciennes et certaines confusions (castoréum confondu avec les testicules du castor ou avec les glandes anales), a longtemps concerné les fonctions de ces glandes.

Depuis la fin du XXe siècle, elles commencent à être mieux connues, notamment leurs fonctions de signalisation chimique.
Tout ou partie des 24 composés biochimiques déjà identifiés dans les années 1970-1980 dans cette matière huileuse et odorante (seules ou combinées entre elles et/ou avec d'autres composés émis par les glandes anales) sont réputés avoir au moins trois fonctions :
1. Sécrété par des glandes situées près de l'anus, le castoréum permet au castor de s'identifier, d'identifier, de marquer et délimiter son territoire. Audubon et Barchman en 1849 citent le cas de castors de deux colonies adjacentes qui à force de marquer successivement leur territoire avaient édifié un édicule de boue de 1,5 mètre de hauteur. On a récemment montré que chez le castor américain, ces édicules de marquage de territoire sont d'autant plus nombreux que le nombre de colonies (d'autres familles) est important dans un rayon d'environ 10 km (5 km en amont ou aval du cours d'eau, ce qui laisse penser que l'odeur apportée par l'air est aussi puissante que celle apportée par l'eau) ; ils jouent donc à la fois un rôle social et un rôle important dans la régulation naturelle et territoriale de la démographie du castor. Cette fonction est à bien comprendre pour la conservation de cette espèce encore vulnérable en raison de la diversité génétique qu'elle a massivement perdue jusqu'à sa quasi-extinction au XIXe et début du XXe siècle ; Plusieurs effets comportementaux sur le castor ont été récemment démontrés sur des castors sauvages et en liberté mis en présence des 24 composés connus du castoréum ; quatre de ces molécules apposées sur un monticule artificiel (comme en font les castors dans la nature) provoquent chez le castor des réponses immédiates (phénols 4-éthylphénol et 1,2-dihydroxybenzène et deux cétones ; acétophénone et 3-hydroxy-acétophénone), induisant le plus souvent un réflexe consistant à renifler l'eau, à se diriger vers la source de l'odeur et à s'en approcher pour la renifler, la tripoter et marquer de son odeur le monticule artificiel. Le 4-éthoxyphénol, un composé qui n'avait pas encore été trouvé dans le castoréum provoque aussi ces réponses. Cinq autres composés provoquent une recherche différée des échantillons, au cours de la nuit suivante, avec destruction des monticules parfumés par les chercheurs (Ce sont le 4-méthyl-1,2-dihydroxybenzène, la 4-méthoxyacétophénone, l'acide 5-méthoxysalicylique, l'aldéhyde salicylique et l'acide 3-hydroxybenzoïque). La réponse des castors semble la plus forte quand leur population est plus dense.
2. Cette sécrétion a probablement une activité phéromonale chez le castor
3. Le castoréum lui permet aussi d'imperméabiliser son pelage.

## Usages
Cette substance est décrite, connue, recherchée et commercialisée pour divers usages dès l'Antiquité.

Elle est citée dans les textes médicaux de l'époque byzantine et on lui a trouvé divers usages en parfumerie.
L'utilisation du castoréum a été, avec le commerce de sa fourrure et de sa viande, l'une des raisons de la progressive disparition du castor en Europe, puis de sa raréfaction en Amérique du Nord.
Le castoréum, odorant, a aussi été utilisé par les trappeurs ou les Amérindiens pour attirer dans leurs pièges des animaux carnivores tels que le lynx, le carcajou, la martre ou le loup.

### Médecine
Bien qu'il ne soit presque plus utilisé en médecine moderne, le castoréum fut couramment utilisé de l'Antiquité au XVIIIe siècle. Avec plus de 50 composés pharmaceutiques, il faisait partie de traitements médicaux dont notamment :
- pour soigner des blessures et plaies chirurgicales[11]
- contre l'épilepsie,
- contre les maladies de l'utérus,
- contre la fièvre,
- contre les maux de tête.
- pour provoquer l'avortement (selon les romains qui pensaient qu'en le brûlant dans une lampe à huile, respirer sa fumée provoquait l'avortement selon Mac Cully, 1969, cité par Müller-Schwarze (1992)[12])
- comme aphrodisiaque, probablement par confusion avec les testicules.

Les vertus du castoréum pour combattre les maux de tête sont bien réelles, puisqu'il contient de l'acide salicylique (composant proche de l'aspirine). Aujourd'hui encore, certains préconisent l'usage du castoréum comme stimulant, anti-hystérique et antispasmodique.
Il était un des multiples constituants de la thériaque de la pharmacopée maritime occidentale au XVIIIe siècle .

### Parfumerie
Le castoréum est l'une des six matières premières animales de la parfumerie avec le musc, l'ambre gris, la civette, la cire d'abeille et l’hyraceum.

Son odeur, agressive à l'état pur, devient agréablement douce et chaude une fois le castoréum dilué et rappelle le cuir, l'huile animale et la fourrure.
La substance est grasse, parfois un peu colorée par l'alimentation du castor. Elle est utilisée dans les parfums de type ambré (ou oriental), ainsi que dans certains parfums masculins.
Le castoréum est de moins en moins utilisé en parfumerie car son extraction nécessite de tuer l'animal. Cependant, les progrès de la chimie organique permettent aujourd'hui de produire un équivalent synthétique.
Les trappeurs (piégeurs) d'Amérique du Nord capturent encore aujourd'hui des centaines de milliers de castors pour en vendre la fourrure et le castoréum, ainsi que dans une moindre mesure la viande qui est consommée principalement dans les communautés rurales et indigènes.
Les populations de castors sont en progression depuis plusieurs décennies en raison de la baisse des prix versés pour la fourrure, par contre le prix du castoréum se maintient.

### Additif alimentaire
Le castoréum est employé comme additif alimentaire au début du XXe siècle. Puis il est de moins en moins utilisé à partir des années 80. Aujourd'hui il est  rarement utilisé dans la consommation par les industriels du fait de son coût et de sa rareté (132 kilos par an aux États-Unis l'un des derniers producteurs). Il est utilisé pour parfumer les cigarettes et était parfois utilisé comme ingrédient alimentaire. Il entrait notamment souvent dans la composition de la saveur naturelle de vanille  et était aussi utilisé, dans une moindre mesure, comme une composante des saveurs de framboise et de fraise, de certaines sucreries.